# Гарднер, Крис
Кри́стофер Пол Га́рднер (англ. Christopher Paul Gardner; род. 9 февраля 1954, Милуоки,Висконсин, США) — американский предприниматель, филантроп, мотивационный оратор. История успеха Гарднера: от бездомного отца-одиночки — до владельца преуспевающей компании, получила широкую известность в обществе. Автобиографическая книга «The Pursuit of Happyness» стала бестселлером. В 2006 году биография Гарднера была экранизирована. Образ Гарднера в картине воплотил Уилл Смит.
По состоянию на 2016 год он занимал должность исполнительного директора собственной фирмы, предоставляющей брокерские услуги, Gardner Rich & Co, расположенной в Чикаго, штат Иллинойс. Стоимость активов компании на 2016 год оценивалась в $60 млн. Проживает в Нью-Йорке.

## Биография
Крис Гарднер родился 9 февраля 1954 года в Милуоки, штат Висконсин. О детстве отзывался как о тяжелом периоде жизни, вспоминая о сложных отношениях с отчимом. Так и не поступив в колледж, в 17 лет, изменив сведения о возрасте, Крис пошёл на службу в ВМС в Северной Каролине. В 20 лет, после окончания армейской службы, переехал в Сан-Франциско и устроился в больницу San Francisco General hospital на работу, связанную с поставкой медикаментов и медицинского оборудования.
В 1977 году Крис женился на Шерри Дайсон, преподавателе математики. В январе 1981 года у него родился сын Кристофер Джаррет, но от другой романтической связи. Их брак с Шерри дал трещину, и они не жили вместе. В 1981 году произошло событие, изменившее судьбу молодого человека. На парковке Крис увидел хорошо одетого бизнесмена за рулем автомобиля «Феррари». Они разговорились. После встречи Крис полностью пересмотрел свои цели в жизни. Бизнесмена звали Бобом Бриджесом и он служил брокером. Крис бросил работу медицинского коммивояжера, решив начать карьеру в сфере биржевой торговли. Бриджес согласился принять нового знакомого на курсы брокеров в компании EF Hutton (en).
Однако через несколько дней Бриджес был уволен и Крис остался без покровителя. Самому Крису пришлось пережить развод, и он остался без крыши над головой. Сбережений едва хватало на оплату курсов. Гарднер остался без дома, без постоянной работы, с маленьким сыном на руках. Безработный брался за любую возможность заработка, ночуя в зале ожидания аэропорта и туалетах станций метро. Нередко ему приходилось выбирать: потратить деньги на жилье или еду. Питаться приходилось в заведениях для бездомных, сына отдавать днем на попечение благотворительной службы при одной из церквей. Около 10 месяцев Крис безуспешно искал работодателя, который бы согласился принять его хотя бы на позицию ученика. Тем не менее, он упорно продолжал искать и цеплялся за любую представлявшуюся возможность. Из-за нехватки средств Крис попал в тюрьму на 10 дней за неуплату парковочных штрафов. Ребёнка забрала его девушка. На следующий же день после освобождения из тюрьмы ему предстояло пройти интервью в компанию Dean Witter Reynolds (en).
Крис честно рассказал свою историю, не утаив ничего на интервью и, неожиданно, оказался принят на должность брокера-ученика. Спустя несколько месяцев к нему вернулась девушка, но только для того, чтобы вернуть сына, за которым она не имела возможности ухаживать. Наконец он смог снять нормальную квартиру и обеспечить уход за ребёнком. На новой работе Крис проявил высокую целеустремленность и работоспособность и был замечен руководством. В 1982 году Крис успешно сдал экзамен на право работать брокером. Вскоре он перешел на более высокооплачиваемую работу в Bear Stearns. Карьера Криса развивалась. В 1987 году он основал собственную компанию Gardner Rich & Co в Чикаго. Компания предоставляет маклерские услуги и консультации по инвестициям.
Крис выступает с лекциями как мотивационный оратор. В 2002 году Крис дал интервью в передаче 20/20 (en), в котором рассказал о своем жизненном пути. Интервью стало основой для сценария картины «В погоне за счастьем» («Pursuit of Happyness», в слове Happyness намеренно допущена ошибка), вышедшей на экраны в 2006 году. Главные роли в картине сыграли Уилл Смит и его 7-летний сын Джейден Смит. В 2006 году вышла автобиографическая книга с тем же названием. В 2009 году Крис опубликовал вторую книгу «Start Where You Are». В 2011 году компания Gardner Rich & Co заключила сделку с южноафриканским предпринимателем Сирилом Рамафоса и его компанией Shanduka Group. Стоимость фондов в рамках контракта по управлению инвестициями оценивается в $1 млрд.